# Єрмухаметово
Єрмухаме́тово (рос. Ермухаметово, башк. Йәрмөхәмәт) — село у складі Туймазинського району Башкортостану, Росія. Входить до складу Кандринської сільської ради.
Населення — 651 особа (2010; 709 у 2002).
Національний склад:
- башкири — 79 %

У селі народився композитор та автор пісень Даутов Акрам Сунагатович (1914-1986).